# Kapel Onze-Lieve-Vrouw van Halle

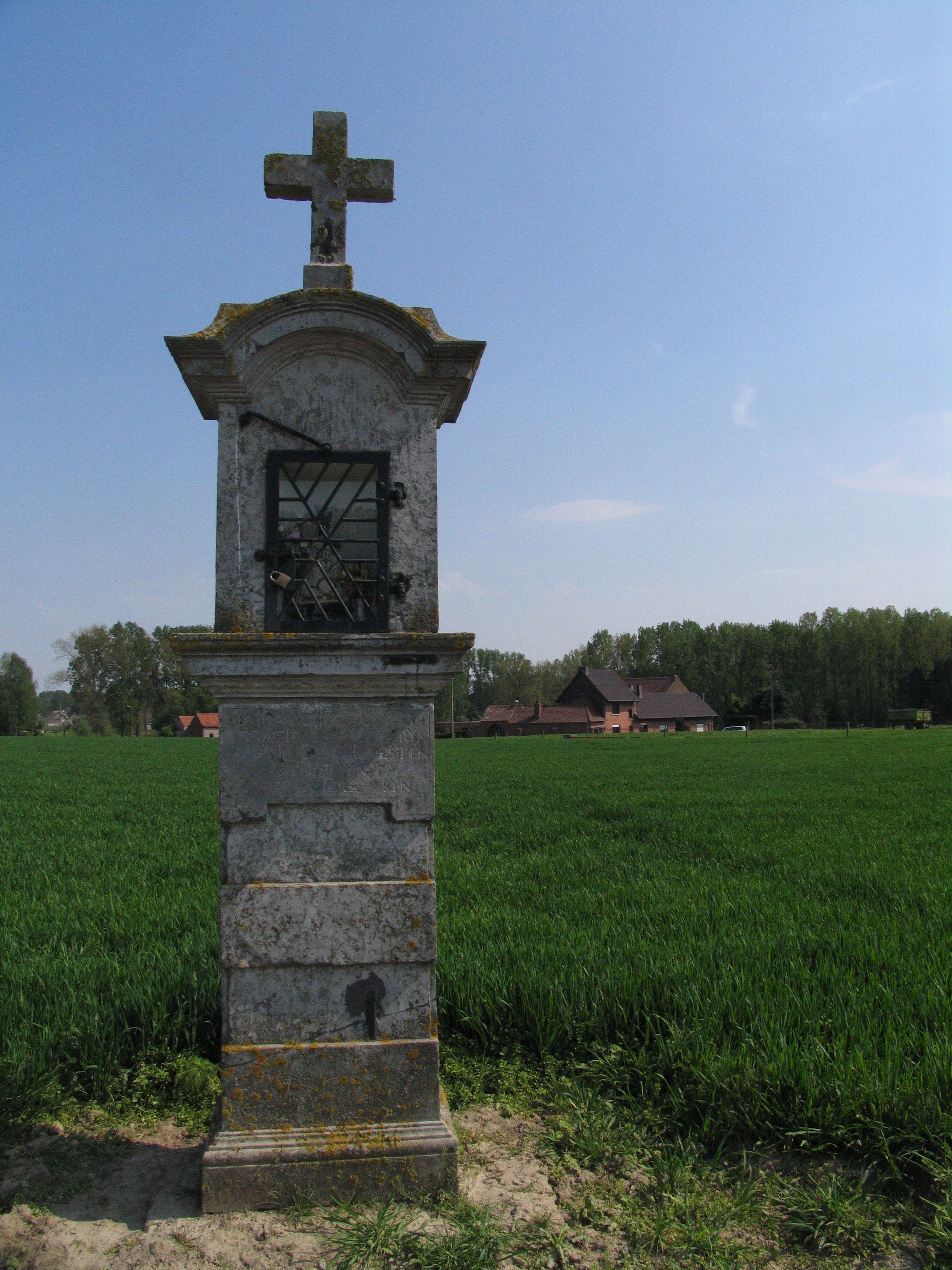
Kapel Onze-Lieve-Vrouw van Halle

De kapel Onze-Lieve-Vrouw van Halle op de Molenveldbaan in Tollembeek werd gebouwd in 1792. De kapel is opgedragen aan Onze-Lieve-Vrouw van Halle. Ze draagt het volgende opschrift:
MarIa onbeVLeCkt - o gratIe sUYVver rYn - WIL In Den Laesten - strYt ons - Voorsprakerse sYn
Dat is een jaartalvers. Alle groter uitgevoerde letters stellen Romeinse cijfers voor, die opgeteld bij elkaar het jaar van oprichting bekomen: 1792. 
Het is een arduinen zuilkapel met statiekruis. Op de rugzijde staat volgende tekst ingebeiteld:
Eigendom J.B. Vangyte Deblander. Hun zoon N.J. Vangyte Clerebaut en kinderen Emerance
Louis Clementine en Celeste
van Thollembeek 1893
De kapel werd volledig gerestaureerd door de gemeente en op 11 mei 1999 ingehuldigd door pastoor op rust Aimé Wastiels, na een plechtigheid in de Sint-Leonarduskapel. Er werd toen een beeld van Onze-Lieve-Vrouw van Halle in de nis geplaatst, dat gerestaureerd en geschonken werd door Julia Paeleman uit Galmaarden. Een smeedijzeren hekje sluit de nis. 
De kapel staat op de kruising van de Halleweg met de Molenveldbaan. De Halleweg is de bedevaartweg van Roeselare, Waregem, Oudenaarde en Geraardsbergen naar de Zwarte Onze-Lieve-Vrouw van Halle sinds 1267. Ze loopt ook langs de kapel Onze-Lieve-Vrouw en Heilige Barbara op de Nemerkendries. De Molenveldbaan is de vroegere verbindingsweg tussen de kasteelhoeve Heetvelde met watermolen en de windmolen van dezelfde eigenaars, die werd opgetrokken in 1792 en verdween in 1928.

## Waardevol erfgoed
De kapel werd in 2011 vastgesteld als waardevol erfgoed.